# Erreà
Erreà Sport S.p.A. é uma empresa italiana especializada na produção de sportswear técnico. Errea nasceu em 1988, em San Polo di Torrile (PR) da família Gandolfi para atividades de futebol e esportes. Depois de um passado como jogador de futebol e gerente, Angelo Gandolfi decidiu realizar um sonho pessoal e criar a empresa. Em 1988 começa a fazer o primeiro sportswear vestuário técnico Erreà.

## Fornecimento e patrocínio

### Futebol

#### Seleções
- Kuwait
- Nova Caledônia
- Ruanda
- Uganda

#### Clubes
Alemanha
- Ingolstadt

Áustria
- Austria Klagenfurt
- First Vienna

Bielorrússia
- FC Rukh Brest

Bulgária
- Pirin Blagoevgrad
- Vereya Stara Zagora

Eslováquia
- Vion Zlate Moravce

Eslovênia
- Gorica

Espanha
- Compostela
- C.D. Illescas
- Numancia

Inglaterra
- Carlisle United
- Cheltenham Town
- Grimsby Town
- Lincoln City
- Milton Keynes Dons
- Port Vale
- Queens Park Rangers
- Rochdale

Islândia
- Breiðablik UBK
- Grótta
- ÍA
- KA

Itália
- Bari
- Casale
- Feralpisalò
- Pescara
- Pro Vercelli

Países Baixos
- ADO Den Haag

Polônia
- Jagiellonia Białystok

Ruanda
- Rayons Sports

Suíça
- Lugano

### Vôlei

#### Seleções
- Bélgica
- Eslováquia
- França
- Itália
- Países Baixos
- Turquia